# Félix Savón
Félix Savón Fabre (San Vicente, Kuba, rođen 22. rujna 1967.) umirovljeni je kubanski boksač u superteškoj kategoriji te osvajač triju olimpijskih zlatnih medalja.

## Životopis
Félix Savón sportom se počeo baviti već u školi, te je sudjelovao na školskim natjecanjima u atletici. Neko vrijeme trenirao je i veslanje, ali je odustao od tog sporta. 1980. primljen je u kubansku sportsku školu u Guantanamu, gdje je i počeo trenirati boks, debitirajući u kategoriji do 71 kg.

## Karijera

### Počeci
Iako je prvih sedam borbi izgubio nokautom, Félix Savón nije gubio nadu te je 1981. osvojio Kubansko školsko prvenstvo. To mu je omogućilo upis u sportsku srednju školu u Havani, koja mu je omogućila impresivan napredak. Međutim, Savón je na jednom treningu ozlijedio desnu ruku kada je prilikom udaranja vreća s pijeskom, promašio vreću i udario zid. Zbog te ozljede izgubio je u polufinalu Državnog juniorskog prvenstva 1982. i na Nacionalnim igrama prijateljstva 1983. kada prelazi u supertešku kategoriju (91 kg +) gdje je ostao do kraja karijere.
Nakon oporavka, osvaja Državno juniorsko prvenstvo 1983. i 1984. Prvo međunarodno iskustvo stječe na omladinskim igrama u istočnom Berlinu i Maturinu (Venezuela) gdje osvaja oba turnira.
Tako je njegov trener, Alcides Sagarra, stvorio boksača dovoljno dobrog da je već sa 17 godina uvršten u kubansku boksačku reprezentaciju.
Na Svjetskom juniorskom prvenstvu u Bukureštu, Savón osvaja zlato u finalnoj borbi protiv Poljaka Andrzeja Golote.
Uskoro Félix Savón počinje ostvarivati velike rezultate, čime postaje legitimni boksački nasljednik Teófila Stevensona.